# Yediel Canton
Yediel Canton (Jaca, 1 oktober 1986) is een Spaanse kunstschaatser.
Canton is actief als individuele kunstschaatser en wordt gecoacht door Mikel Garcia. 
| records             | punten | datum      | toernooi           |
| ------------------- | ------ | ---------- | ------------------ |
| Hoogste totaalscore | 108.72 | 02-10-2005 | JGP Sofia Cup 2005 |
| Hoogste korte kür   | 40.08  | 01-10-2005 | JGP Sofia Cup 2005 |
| Hoogste lange kür   | 68.64  | 02-10-2005 | JGP Sofia Cup 2005 |

| resultaten             | 1999 | 2000 | 2001 | 2002 | 2003 | 2004 | 2005 | 2006 |
| ---------------------- | ---- | ---- | ---- | ---- | ---- | ---- | ---- | ---- |
| Olympische Spelen      | -    | -    | -    | -    | -    | -    | -    |      |
| Wereldkampioenschap    | -    | -    | -    | -    | -    | -    | -    |      |
| Europees kampioenschap | -    | -    | -    | -    | -    | -    | -    | 35e  |